# 稼轩长短句
《稼轩长短句》，南宋大词人辛棄疾的词作集，成书于1207年（开禧三年）。

## 内容
《稼轩长短句》包括辛弃疾的词作六百二十余首，辛弃疾的词作基本上收录完整。

## 版本

### 传世本
现今传世版本分为两个：一是四卷本，一是十二卷本。四卷本为南宋原本，但是收录的作品非常少，不过文献和考古价值极高；中国国家图书馆藏1299年（元朝大德三年）铅山广信书院刊本《稼轩长短句》为十二卷，共辑录辛弃疾词573首，属于传世孤本。

### 坊刻本
1536年（嘉靖十五年），明朝王诏刻《稼轩长短句》十二卷；1545年（嘉靖二十四年），何孟伦刻《辛稼轩词》十二卷，均出自铅山广信书院的版本；明朝末年汲古阁刻《六十名家词》中《稼轩词》则是根据嘉靖本刊印。

### 今刊本
上海古籍出版社刊印了《稼轩长短句》，存词六百二十余首。

## 历史记载
《宋史·艺文志》著录有“辛弃疾长短句十二卷”；《直斋书录解题》著录有“稼轩词四卷，又信州本十二卷”。